# Municipio de Union (condado de Butte)
El municipio de Union (en inglés: Union Township) es un municipio ubicado en el condado de Butte en el estado estadounidense de Dakota del Sur. En el año 2010 tenía una población de 23 habitantes y una densidad poblacional de 0,06 personas por km².

## Geografía
El municipio de Union se encuentra ubicado en las coordenadas 44°56′47″N 103°0′32″O / 44.94639, -103.00889. Según la Oficina del Censo de los Estados Unidos, el municipio tiene una superficie total de 367.37 km², de la cual 365,71 km² corresponden a tierra firme y (0,45 %) 1,66 km² es agua.

## Demografía
Según el censo de 2010, había 23 personas residiendo en el municipio de Union. La densidad de población era de 0,06 hab./km². De los 23 habitantes, el municipio de Union estaba compuesto por el 91,3 % blancos y el 8,7 % eran de una mezcla de razas. Del total de la población el 0 % eran hispanos o latinos de cualquier raza.